# Raven Halfmoon
Raven Halfmoon née en 1991, est une sculptrice militante de la Nation Caddo reconnue pour ses immenses pièces en grès et glaise.

## Biographie
Raven Halfmoon est née en 1991 à Norman, en Oklahoma aux États-Unis. Elle grandit à Binger et Norman au sein de la Nation Caddo d'Oklahoma. Initiée à l'artisanat et la céramique Caddo par l'artiste Jeri Redcorn, Raven Halfmoon commence à travailler l'argile à l'âge de treize ans. Elle étudie à l'Université de l'Arkansas où elle obtient un double diplôme en anthropologie culturelle et céramique et peinture.
Raven Halfmoon réalise chaque sculpture à la main en utilisant la méthode de la bobine. Les surfaces de ses œuvres sont recouvertes d'empreintes de doigts profondes et de glaçures dégoulinantes. Ces glaçures ou émail, sont de couleur crème, rouge comme le sol de l'Oklahoma et le sang des femmes indigènes assassinées, et noire, en référence à l'argile naturelle de la rivière Rouge. Ses créations grandissent au fur et à mesure de ses expositions et résidences, car elle a accès à des fours de cuisson de plus en plus grands.
En 2020, en résidence à la Fondation Archie Bray pour les Arts Céramiques, Raven Halfmoon développe sa première grande exposition solo, intitulée Okla Homma to Manahatta, en langues originales Choctaw et Lenape. Cette collection est constituée de 10 immenses sculptures en grès et terre glaise. La taille de ses créations reflète son envie d'occuper toute la place pour raconter l'histoire de ses ancêtres, mais aussi créer une prise de conscience et redéfinir les idéaux américains.
Dans Ancestors, elle examine les liens entre passé et présent en mêlant des références à sa propre histoire familiale, à la mythologie Caddo, au graffiti et au tatouage. L'exposition Flags of our Mothers de 2023, combine des œuvres réalisées au cours des cinq dernières années et de nouvelles sculptures. Celles-ci représentent des figures féminines à une échelle imposante, insistant sur le fait que les femmes autochtones doivent être vues et entendues. Un clin d’œil à sa mère, qui milite pour l'inclusion de l'histoire indigène dans les musées et les programmes éducatifs.
A travers ses œuvres, les médiums utilisés et les thèmes abordés, Raven Halfmoon perpétue l'artisanat Caddo avec une approche contemporaine en lui donnant sa place dans les galeries et musées.

## Expositions
- The New Native - Nino Mier Gallery (2019)
- Caddo Girl in a Material World  (2020)[7]
- Okla Homma to Manahatta - Ross+Kramer gallery (2021)[8]
- HASINAI (Caddo) : Our People - Tinworks Art (2021)
- Ancestors - Newmark Gallery (2022)[5]
- Sunsets in the West - Steve Turner (2023)[9]
- Flags of Our Mothers - The Aldrich Contemporary Art Museum (2023)[2]